# Robert Juliusz Hirszbandt

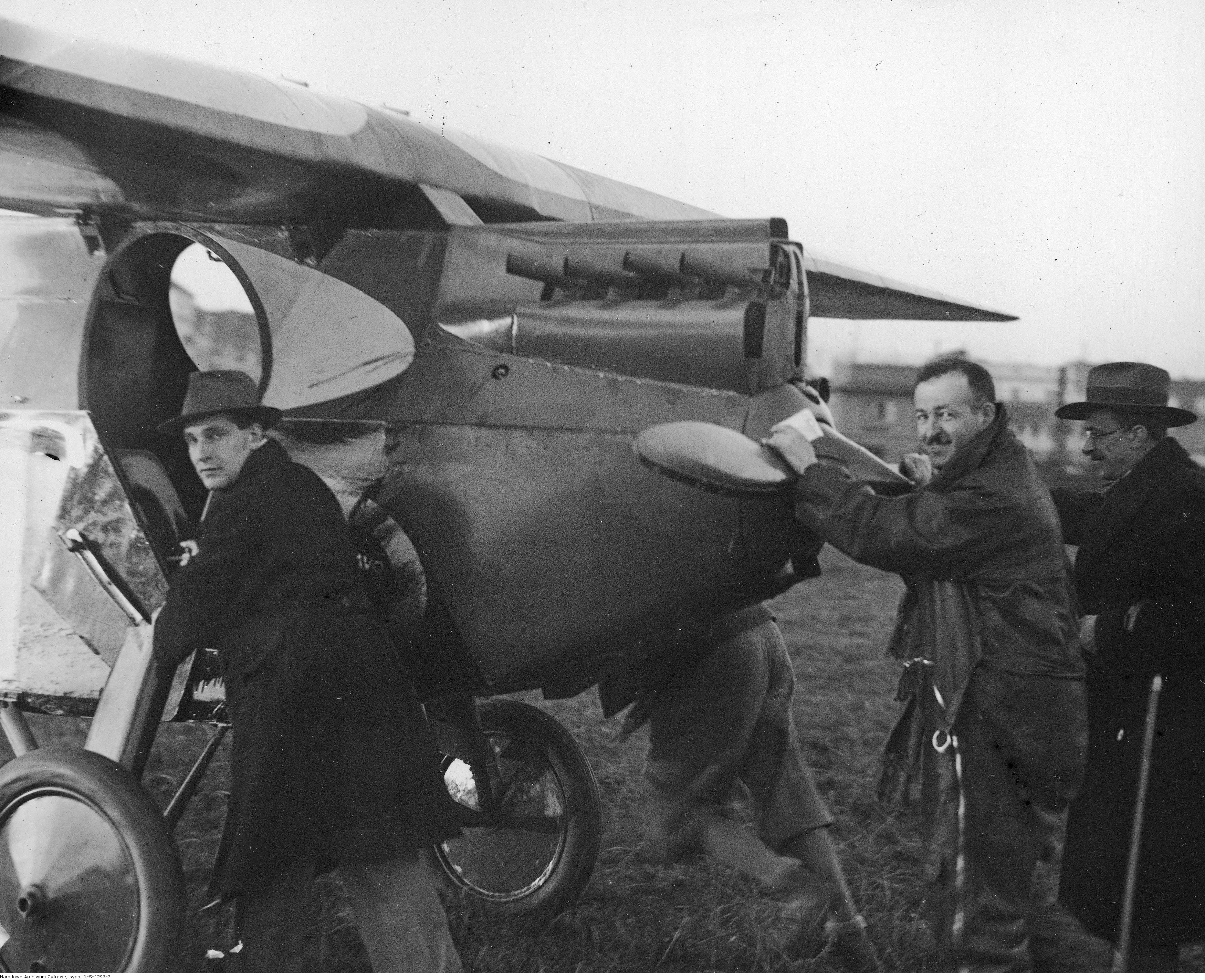
IV Krajowy Konkurs Samolotów Turystycznych w Warszawie – Robert Hirszbandt po wylądowaniu na RWD-4; październik 1931

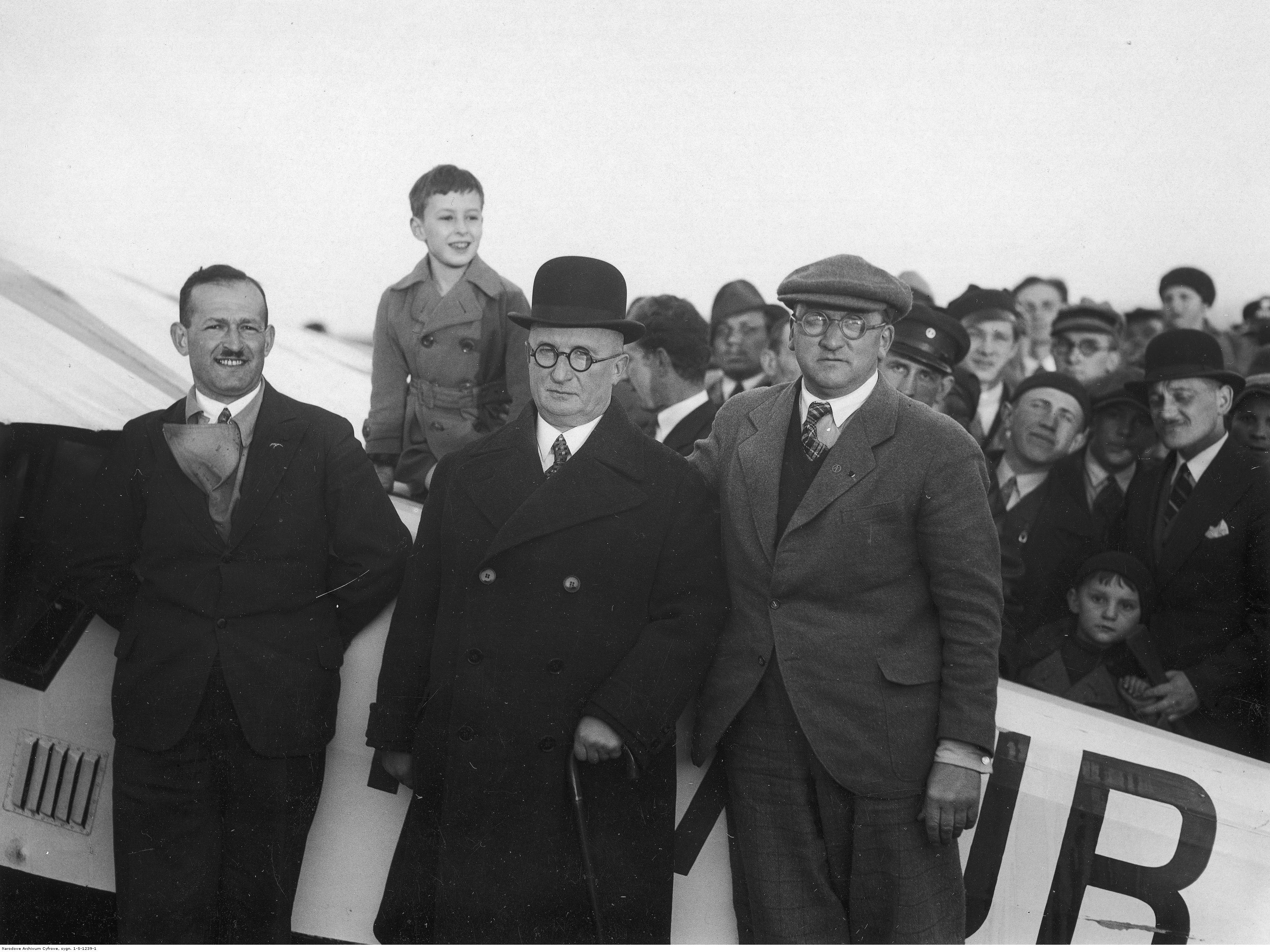
Lot algiersko-marokański - ppłk Bogdan Kwieciński i kpt. Robert Hirszbandt; maj 1933

Robert Juliusz Hirszbandt (ur. 11 września 1899 w Warszawie, zm. 2 czerwca 1942 w Billingford) – polski pilot doświadczalny, oficer Wojska Polskiego i Polskich Sił Zbrojnych, kawaler Virtuti Militari. Pośmiertnie awansowany na stopień podpułkownika.

## Życiorys
Syn Aleksandra i Amelii z Rajchmanów. W 1916 r. w Gimnazjum Filologicznym Nieczejewoj w Moskwie zdał egzamin maturalny i rozpoczął naukę w Moskiewskim Instytucie Inżynierów Komunikacji. W 1917 r. odbył przeszkolenie w Konstantynowskiej Szkole Artylerii w Piotrogrodzie i otrzymał przydział do 1 Oddzielnej Kompanii Polskiej przy Naczelnym Polskim Komitecie Wojskowym. We wrześniu 1918 r. przedostał się do Warszawy i rozpoczął naukę na Wydziale Inżynierii Budowlanej Politechniki Warszawskiej. 
Zgłosił się do służby w odrodzonym Wojsku Polskim i otrzymał przydział do 21 pułku artylerii lekkiej. Jednocześnie kontynuował naukę na Wydziale Mechanicznym Szkoły Politechnicznej we Lwowie. W 1920 r. walczył podczas wojny polsko-bolszewickiej w 1 pułku artylerii ciężkiej. Po zakończeniu działań wojennych służył do 1 marca 1921 r. w 16 dywizjonie artylerii ciężkiej. W 1922 r. podjął przerwane studia, jednakże z powodu likwidacji na Politechnice Lwowskiej Wydziału Wojskowego przeniósł się na Wydział Mechaniczny Politechniki Warszawskiej, który ukończył w 1927 r. Został zatrudniony w Departamencie Uzbrojenia Ministerstwa Spraw Wojskowych, gdzie pracował do 1928 r. Od września 1928 r. pracował w Sekcji Uzbrojenia Instytutu Badań Technicznych Lotnictwa w Warszawie. Odbył przeszkolenie w Aeroklubie Warszawskim w zakresie pilotażu silnikowego; zdobyte umiejętności poszerzał na kursach w Lotniczej Szkole Strzelania i Bombardowania w Grudziądzu oraz w Centrum Wyszkolenia Oficerów Lotnictwa w Dęblinie. 
1 sierpnia 1936 r. objął stanowisko kierownika Oddziału Uzbrojenia ITL; kierowana przez niego komórka prowadziła badania w zakresie lotniczego wyposażenia i uzbrojenia. W 1933 r. z jego inicjatywy w samolocie PZL.23 Karaś wprowadzono gondolę bombardierską, która łączyła możliwość zastosowania celownika bombardierskiego RH wz. 32 konstrukcji Hirszbandta i dolnego stanowiska strzeleckiego. Podczas prób PZL.37 Łoś w 1936 r. zasugerował wprowadzenie podwójnego usterzenia, co znacznie poprawiło pole ostrzału tylnego strzelca. 
Ponadto aktywnie oddawał się lotnictwu sportowemu. Od 1929 r. działał w Aeroklubie Warszawskim, gdzie był członkiem zarządu, sekretarzem, kierownikiem działu technicznego oraz komisarzem sportowym. 19 lipca 1931 r., w załodze z Janem Rudowskim, zajął drugie miejsce w II Zlocie Podhalańskim Samolotów Turystycznych w Nowym Targu, w dniach 15-16 sierpnia 1931 r. wziął udział (również z Janem Rudowskim) w III Zlocie Południowo-Zachodniej Polski, gdzie zajął piąte miejsce. W IV Krajowym Konkursie Samolotów Turystycznych (25 września-2 października 1931 r.) na samolocie RWD-4 zajął piąte miejsce. W dniach 18-19 czerwca 1932 roku odpowiadał za przygotowanie I Międzynarodowego Meetingu Lotniczego w Warszawie zorganizowanego przez Aeroklub Warszawski. Od 28 czerwca do 1 sierpnia 1932 r. wykonał na RWD-2 rajd na trasie Warszawa-Amsterdam-Londyn-Zurych-Brno-Warszawa. W lutym 1933 r. zwyciężył w locie sztafetowym w III Lubelsko-Podlaskich Zawodach Lotniczych. W tym samym roku, w październiku, w 5. Krajowym Lotniczym Konkursie Turystycznym (w załodze z Antonim Kocjanem) zajął ósme miejsce. 
W 1933 r. wszedł w skład zespołu zajmującego się organizacją zawodów Challenge 1934. Na samolocie RWD-5 SP-AJB (w załodze z Bogdanem Kwiecińskim) wykonał lot po planowanej trasie zawodów; w jego trakcie zdobył Puchar Cudzoziemców w Międzynarodowym Rajdzie Algiersko-Marokańskim. Podczas trwania zawodów pełnił funkcję kierownika kontroli ruchu na lotnisku w Warszawie. 
Przed wybuchem II wojny światowej, w sierpniu 1939 r., został zmobilizowany. W kampanii wrześniowej wykonał cztery loty łącznikowe oraz ewakuacyjne. Po agresji ZSRR na Polskę przedostał się do Francji, a następnie do Wielkiej Brytanii i otrzymał numer służbowy RAF P-1399. W październiku 1940 r. znalazł się na liście polskich ekspertów lotniczych przeznaczonych do pracy w instytucjach badawczych. Od 1 lipca 1940 r. pracował w Polskim Centrum Wyszkolenia Lotniczego w Blackpool. 24 sierpnia 1940 r. przydzielony do 6 Anti Aircraft Co-operation Unit jako pilot holownika ćwiczebnych celów powietrznych. Przedstawił władzom brytyjskim raport na temat opracowanej w Polsce modyfikacji karabinów maszynowych Vickers, która likwidowała problem zacięć na dużych wysokościach lotu. Za swe dokonania otrzymał Order Imperium Brytyjskiego. Został skierowany na szkolenie w zakresie pilotażu samolotów wielosilnikowych. Szkolenie kontynuował w 3 Secondary Flying Training School w South Cerney a następnie w 18 Operational Training Unit w Bramcote. Po ukończeniu szkolenia 5 listopada 1941 r. został przydzielony do służby w 305 Dywizjonie Bombowym „Ziemi Wielkopolskiej”. 7 maja 1942 r. objął stanowisko dowódcy eskadry. Otrzymał propozycje przejścia do Royal Aircraft Establishment w Farnborough, pozostał w 305 Dywizjonie aby ukończyć kolejkę lotów bojowych. 
2 czerwca 1942 r. wziął udział w nalocie 1000 bombowców na Essen. Jego Vickers Wellington Mk II (SM-Z, nr Z8583) został zaatakowany przez niemiecki nocny myśliwiec i ciężko uszkodzony. Pilotowi udało się doprowadzić maszynę na jednym silniku do Anglii, ale podczas przymusowego lądowania w Billingford samolot zapalił się i cała załoga zginęła na miejscu. Pośmiertnie został awansowany na stopień podpułkownika. 
Podczas służby w Polskich Siłach Powietrznych wykonał 102 loty. Został pochowany na Southern Cemetery w Manchesterze, grób 228, sekcja Q.

## Awanse
- podporucznik – 1 marca 1920 r.
- porucznik – 10 lutego 1923 r.
- kapitan – 14 marca 1933 r.[23]
- major – 19 marca 1938 r.[24]
- podpułkownik – 1 września 1942 r.

## Ordery i odznaczenia
Za swą służbę był odznaczony:
- Krzyżem Srebrnym Virtuti Militari nr 9422,
- Krzyżem Walecznych – trzykrotnie,
- Medalem Lotniczym – dwukrotnie,
- Polowa Odznaka Pilota,
- Order of the British Empire (OBE),
- Distinguished Flying Cross (DFC).

## Życie prywatne
Był żonaty z Haliną Rotwand.